# Gaurax ocellaris
Gaurax ocellaris är en tvåvingeart som beskrevs av Curtis W. Sabrosky 1951. Gaurax ocellaris ingår i släktet Gaurax och familjen fritflugor.
Artens utbredningsområde är Illinois. Inga underarter finns listade i Catalogue of Life.